# Gmina Libiąż
Die Gmina Libiąż ist eine Stadt-und-Land-Gemeinde im Powiat Chrzanowski der Woiwodschaft Kleinpolen in Polen. Ihr Sitz ist die gleichnamige Stadt mit etwa 17.200 Einwohnern.
Die Gemeinde liegt etwa 40 km westlich von Krakau und grenzt an die Stadt Oświęcim (Auschwitz).

## Gliederung
Zur Stadt-und-Land-Gemeinde (gmina miejsko-wiejska) gehören neben der Stadt Libiąż die beiden Dörfer Gromiec und Żarki.

## Gemeindepartnerschaften
- Rouvroy (Frankreich)
- Corciano (Italien)